# Australische witoogeend
De Australische witoogeend (Aythya australis) is een eend uit het geslacht Aythya, dat tot de familie Anatidae behoort. Deze soort is niet bedreigd.

## Kenmerken
De Australische witoogeend is een vrij kleine eend, doorgaans niet langer dan 45 centimeter (soms wel uitschieters tot 60 centimeter). Ze hebben een iets rondere vorm dan de meeste andere soorten eenden. Zowel mannetjes als vrouwtjes zijn chocoladebruin bovenaan met een witte onderkant (die vaak niet zichtbaar is doordat ze praktisch nooit uit het water komen). De onderkant van de vleugels is eveneens wit.

## Leefwijze
Net zoals andere duikeenden, voeden Australische witoogeenden zich door te duiken. Ze consumeren kleine waterdieren en watervegetatie. Ze leven voornamelijk in de buurt van grote meren, moerassen en rivieren met diep, stilstaand water, alsook in kleinere beken, ondergelopen grasland en ondiepe plassen. Hoewel ze soms dicht bij de kust leven, zullen ze echt zeewater doorgaans mijden. Verder komen ze zelden aan land en in bomen zijn ze al helemaal niet te zien.

## Verspreiding en leefgebied
De soort telt 2 ondersoorten:
- A. a. australis: Australië en Nieuw-Zeeland.
- A. a. extima: Vanuatu en Nieuw-Caledonië.

Het is de enige echte duikeend die van oorsprong in Australië voorkomt. Ze leven er voornamelijk in het zuidoosten, meer bepaald in Murray-Darling Basin en aan de kust. Het zijn geen echte trekvogels, maar ze kunnen wel op grote schaal wegtrekken in tijden van droogte. Dan vliegen ze vooral naar Nieuw-Guinea, Nieuw-Zeeland en de eilanden van de Grote Oceaan.